# Міссо
Міссо (ест. Misso) — сільське селище (ест. alevik) в Естонії. Адміністративний центр однойменної волості у повіті Вирумаа.